# Блаже Стоянов
Блаже Христов Стоянов е български революционер, деец на Вътрешната македоно-одринска революционна организация.

## Биография
Блаже Стоянов е роден в 1873 година в битолско-демирхисарското село Големо Илино, тогава в Османската империя, днес в Северна Македония. През юни 1902 година влиза в четата на Аргир Манасиев – Гевгелийски. Участва в Илинденско-Преображенското въстание като селски войвода. Сражава се при Мургашево на 20 юли, на 11 август при Слепченския манастир и при Церовския-Боишката планина Бигла на 12 септември. През юни 1913 година е пребит от четата на сръбската пропаганда на Божко Вирянец – Боге и е затворен в Крушевския затвор.
На 9 април 1943 година, като жител на Големо Илино, подава молба за народна пенсия, която е одобрена и отпусната от Министерския съвет на Царство България.